# Owieczka
Owieczka – wieś w Polsce położona w województwie małopolskim, w powiecie limanowskim, w gminie Łukowica. Leży nad potokiem Słomka.
| SIMC    | Nazwa    | Rodzaj    |
| ------- | -------- | --------- |
| 0449148 | Dołki    | część wsi |
| 0449154 | Podlaski | część wsi |
| 0449160 | Równia   | część wsi |
| 0449177 | Różki    | część wsi |
| 0449183 | Tyrkiel  | część wsi |

W latach 1975–1998 miejscowość administracyjnie należała do województwa nowosądeckiego. 
Wieś stanowi sołectwo gminy Łukowica. W 2021 miejscowość liczyła 352 mieszkańców. 
Wieś położona jest na południowo-wschodnim krańcu gminy, na wysokości ok. 360–440 m n.p.m. Zabudowania i pola zajmują łagodne w tym miejscu szerokie garby, na pograniczu Beskidu Wyspowego i Kotliny Sądeckiej. Owieczka graniczy z miejscowościami: Stronie, Świdnik, Jadamwola, a także Olszana, Mokra Wieś i Rogi (powiat nowosądecki).